# The Dub Room Special (soundtrack)
The Dub Room Special je album Franka Zappy, vydané v srpnu roku 2007. Je to soundtrack ke stejnojmennému filmu z roku 1982.

## Seznam skladeb
| Pořadí         | Název                        | Délka |
| -------------- | ---------------------------- | ----- |
| 1.             | A Token of My Extreme (Vamp) | 2:29  |
| 2.             | Stevie's Spanking            | 5:54  |
| 3.             | The Dog Breath Variations    | 1.42  |
| 4.             | Uncle Meat                   | 2:16  |
| 5.             | Stink-Foot                   | 3:58  |
| 6.             | Easy Meat                    | 6:51  |
| 7.             | Montana                      | 4:24  |
| 8.             | Inca Roads                   | 9:46  |
| 9.             | Room Service                 | 9:15  |
| 10.            | Cosmik Debris                | 7:44  |
| 11.            | Florentine Pogen             | 10:13 |
| Celková délka: | Celková délka:               | 64:32 |

## Sestava

### Srpen 1974
- Frank Zappa – Kytara, zpěv, perkuse
- George Duke – Klávesy, zpěv
- Ruth Underwood – Perkuse
- Chester Thompson – Bicí
- Tom Fowler – Baskytara
- Napoleon Murphy Brock – Flétna, saxofon, zpěv

### Říjen 1981
- Frank Zappa – Sólová kytara, zpěv
- Ray White – Kytara, zpěv
- Steve Vai – Kytara, zpěv
- Tommy Mars – Klávesy, zpěv
- Bobby Martin – Klávesy, saxofon, zpěv
- Ed Mann – Perkuse, zpěv
- Scott Thunes – Baskytara, zpěv
- Chad Wackerman – Bicí